# Clymenedolfijn
De Clymenedolfijn (Stenella clymene, soms ook Stenella metis en Stenella normalis) is een dolfijn uit de Atlantische Oceaan.

## Taxonomie
De Clymenedolfijn werd lange tijd als één soort gezien met zijn verwant, de langsnuitdolfijn (Stenella longirostris). In 1981 werd hij echter als een andere soort erkend. De verwarring is te verklaren aan het feit dat ze sterke uiterlijke gelijkenissen vertonen en ook gelijkaardig gedrag vertonen. Zo zijn het de enige soorten die door de lucht springen en daarbij om hun as draaien. De langsnuitdolfijn doet dit echter wel vaker en springt ook hoger.

## Leefgebied
Clymenedolfijnen komen voornamelijk voor in het tropische en subtropische, open en diepe water van de Atlantische Oceaan. In het noorden komen ze voor van New Jersey tot Marokko. De lijn in het zuiden is minder bekend, maar zou lopen van Rio de Janeiro tot Angola. Ze worden vaak gezien in de Golf van Mexico. Ze leven vooral van kleine vissen en inktvissen. Ze zwemmen meestal in groepjes van minder dan 50 exemplaren, hoewel ze ook in scholen tot 500 exemplaren voorkomen. Bij de jacht mengen ze zich soms met gewone dolfijnen en langsnuitdolfijnen.

## Kenmerken
Beide geslachten van de Clymenedolfijn zijn ongeveer 2 meter lang and wegen zo'n 75-80 kg. Pasgeboren kalfjes zijn circa 0,7 meter lang.
Net als de verwante langsnuitdolfijn heeft de Clymenedolfijn een lange, dunne snuit en een driekleurige huid: een donkere rug, snuit, lippen en borstvinnen, grijze flanken en een witte, rozige of lichtgrijze buik. De Clymenedolfijn is wel iets robuuster en kleiner en hij heeft over het algemeen een minder uitgesproken driehoekige en rechte rugvin. De Clymenendolfijn heeft verder ook een lichtgrijze band die start rond de ogen en doorloopt tot de staart, waar de band dikker wordt. Dat laatste is echter geen goede eigenschap om ze mee te identificeren, want ook bepaalde langsnuitdolfijnen hebben zo'n vin. Voorts heeft de Clymenedolfijn een kortere snuit en een dikkere lijn op de snuit. Clymenedolfijnen hebben ook een donkere plek op de rand van hun witte gedeelten net onder de rugvin.

## Relatie met mensen
Van de Clymenedolfijn is nog niet veel bekend. Het IUCN beschouwt ze dan ook als dusdanig. Wel bekend is dat ze in de oostelijke Caraïben door lokale vissers worden gedood om hun vlees. In West-Afrika zouden ze ook het slachtoffer worden van bijvangst.
Clymenedolfijnen naderen soms boten en zwemmen soms op hun golven mee.